# دوپینگ

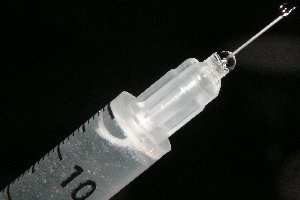
سرنگ حاوی موادنیروزا

دوپینگ (به انگلیسی: Doping)، دوپاژ (به فرانسوی: Dopage) یا زورافزایی، به معنای استفاده ورزشکار از مواد یا روش‌هایی است که به قصد افزایش کارایی در ورزش انجام می‌شود. موضوع علمی دوپینگ در ورزشکاران به عنوان یکی از شاخه‌های اصلی رشته پزشکی ورزشی است.

## پیرامون واژه
واژه دوپینگ از زبان آفریقای جنوبی مشتق شده‌است و در اصل اشاره به یک نوشیدنی الکلی باستانی دارد که به عنوان محرک در مراسم رقص استفاده می‌گردید. به تدریج این واژه استفاده گسترده‌تری کرد و در ورزش امروز به معضلی تبدیل شده‌است. در پارسی واژهٔ «زورافزایی» توسط فرهنگستان زبان و ادب فارسی برابر واژهٔ دوپینگ تصویب شده‌است.

## مجازات‌ها

### دوپینگ آگاهانه
در صورت مصرف استروئیدهای آنابولیک، داروهای ادرارآور، هورمون‌های پپتیدی و گلیکوپروتئینی و آنالوگ‌های آنها:
1. در نخستین ارتکاب به جرم ۲ تا ۴ سال محرومیت از شرکت در مسابقات رسمی.
2. در دومین ارتکاب جرم محرومیت مادام العمر از شرکت در مسابقات رسمی.

### دوپینگ ناآگاهانه
در رابطه با مصرف مواد غیرمجاز دیگر به جز موارد مذکور در دوپینگ آگاهانه:
1. در نخستین مورد تخلف ۳ تا ۶ ماه محرومیت از شرکت در مسابقات رسمی.
2. در دومین مورد تخلف ۲ سال محرومیت از شرکت در مسابقات رسمی.
3. در سومین مورد تخلف، محرومیت مادام العمر از شرکت در مسابقات ورزشی.

### دوپینگ ناآگاهانه و آگاهانه
1. محرومیت از شرکت در مسابقات بین‌المللی یا مسابقات تحت نظارت فدراسیون ملی.
2. محرومیت از شرکت در سمینار یا همایش بین‌المللی و رسمی.
3. محرومیت از موقعیت شغلی داوری، مربیگری، مسئولیت، ریاست و مشاوره ورزشی.
4. سلب هر گونه ترفیع، مدال، عناوین و مقام‌هایی که در هنگام یا پس از تاریخ دوپینگ کسب شده‌است.

### اشخاص حقوقی
در مورد ارتکاب به جرم دوپینگ، تنها ورزشکار متخلف مجازات نمی‌شود بلکه گاهی مجازات‌هایی برای شخصیت‌های حقوقی از قبیل فدراسیون‌های مربوطه و باشگاه‌های ورزشی در نظر گرفته می‌شود که بیشتر مجازات‌های مالی است و گاهی نیز شامل محرومیت‌هایی می‌شود.

## پارادوپینگ
در سال‌های اخیر پدیده‌ای به نام «پارادوپینگ» نیز پا به عرضه وجود نهاده‌است که عبارت است از: دادن دارو به یک ورزشکار توسط حریف جهت کاهش کارایی یا بدنام کردن ورزشکار.